# Botón (dispositivo)

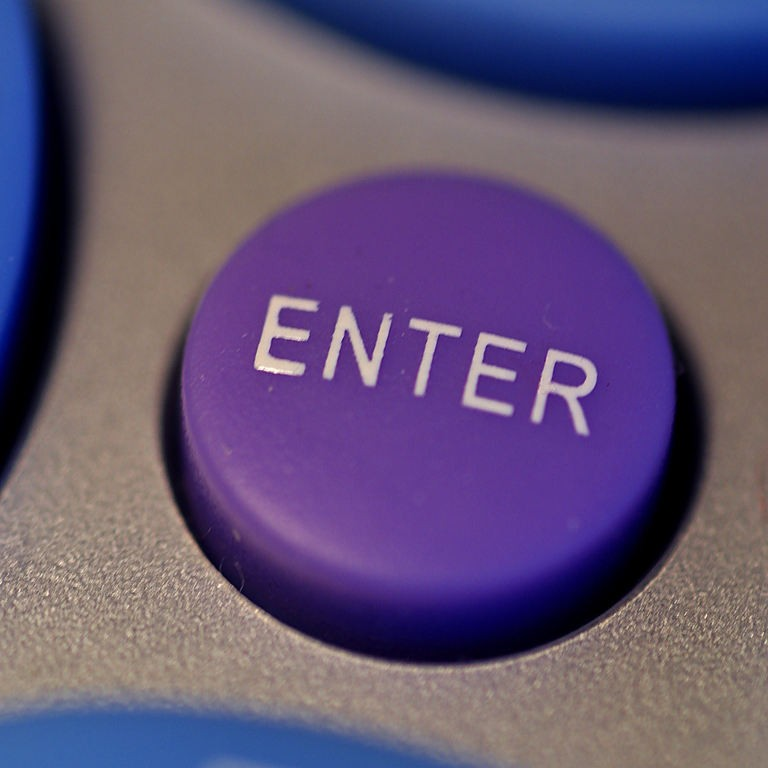
Botón de aparato electrónico.

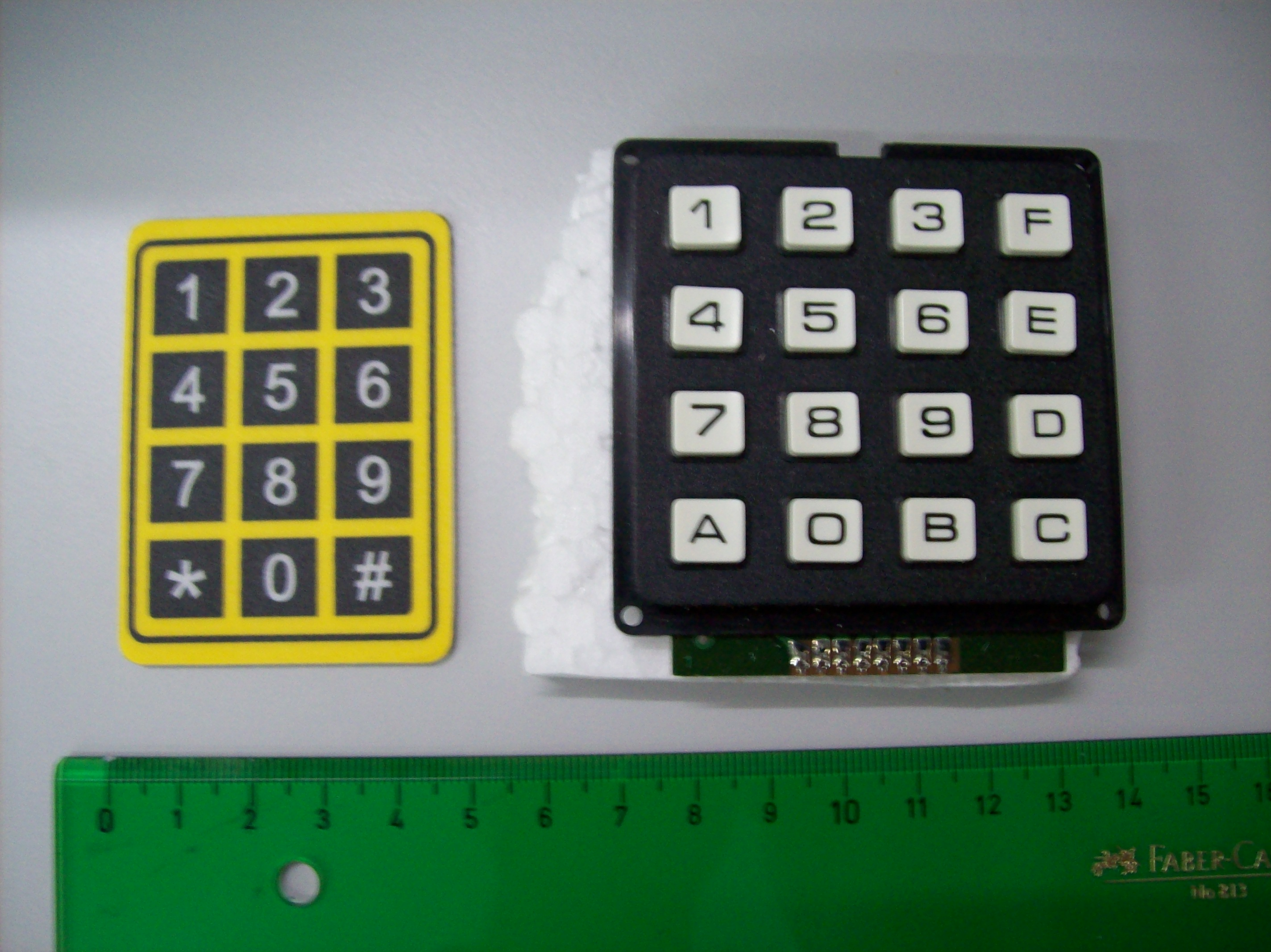
Botoneria de diversos aparatos electrónicos.

Se utilizan las palabras botón, tecla, o pulsador para describir a una pieza, la cual al ejercer presión sobre ella (generalmente con un dedo), produce un efecto determinado. Los botones son de diversas formas, tamaños y colores, y se encuentran en todo tipo de dispositivos, aunque principalmente en aparatos eléctricos y electrónicos.
Los botones son, por lo general, activados al ser pulsados con un dedo, ya que esta acción permiten el flujo de corriente mientras son accionados. Cuando ya no se presiona sobre él, vuelve a su posición de reposo.
Puede ser un contacto normalmente abierto en reposo NA (Normalmente abierto), o con un contacto NC (normalmente cerrado) en reposo.

## Funcionamiento
El botón de un dispositivo electrónico funciona por lo general como un interruptor eléctrico, es decir en su interior tiene dos contactos, al ser pulsado uno, se activará la función inversa de la que en ese momento este realizando, si es un dispositivo NA (normalmente abierto) será cerrado, si es un dispositivo NC (normalmente cerrado) será abierto.

## Usos
El "botón" se ha utilizado en calculadoras, teléfonos, electrodomésticos, y varios otros dispositivos mecánicos y electrónicos, del hogar y comerciales.
En las aplicaciones industriales y comerciales, los botones pueden ser unidos entre sí por una articulación mecánica para que el acto de pulsar un botón haga que el otro botón se deje de presionar. De esta manera, un botón de parada puede "forzar" un botón de inicio para ser liberado. Este método de unión se utiliza en simples operaciones manuales en las que la máquina o proceso no tienen circuitos eléctricos para el control.

## Diseño
Hay que tener en cuenta, a la hora de diseñar circuitos electrónicos, que la excesiva acumulación de botones, puede confundir al usuario por lo que se tenderá a su uso más imprescindible.
También existen "botones virtuales", cuyo funcionamiento debe ser igual al de los "físicos"; aunque su uso queda restringido para pantallas táctiles o gobernadas por otros dispositivos electrónicos.

### Colores
Los botones utilizan a menudo un código de colores para asociarlos con su función de manera que el operador no vaya a pulsar el botón equivocado por error. Los colores comúnmente utilizados son el color rojo para detener la máquina o proceso, y el verde para arrancar la máquina o proceso.